# Friedrich von John
Friedrich Albert Freiherr von John (ur. 31 października 1858 w Zagrzebiu, zm. 1 lipca 1930 tamże) – oficer Kaiserliche und Königliche Kriegsmarine w stopniu kontradmirała, szef Wydziału Kontroli w Departamencie Marynarki Austro-Węgier. 

## Życiorys
W 1869 roku rozpoczął naukę w Akademii Handlowo-Przemysłowej w Grazu. 3 lata później wstąpił do Cesarsko-Królewskiej Marynarki Wojennej. Szkolenie wojskowe odbywał na pokładzie fregaty SMS „Adria”. W latach 1874-1876 uczestniczył w rejsie szkoleniowym dookoła świata na korwecie SMS „Friedrich”. Po uzyskaniu stopnia oficerskiego (niem. Linienschiff-fähnrich) został przydzielony do wydziału Hydrograficznego bazy morskiej w Poli. Do 1882 służył w arsenale marynarki w Poli jako inspektor, kiedy to został zaokrętowany. Pełnił wówczas służbę na okręcie SMS „Andreas Hofer”. W 1884 roku powrócił do arsenału w Poli na stanowisko adiutanta dowódcy bazy morskiej adm. Aloisa von Pokornego, a rok później awansował na porucznika marynarki (niem. Linienschiffsleutnant). Na przełomie 1893 i 1894 roku odbywał kurs artyleryjski na okręcie SMS „Novara” i po zakończeniu szkolenia został przydzielony do Wydziału Techniki Morskiej Departmaentu Marynarki. W 1897 roku awansowany na stopień komandora podporucznika (niem. Korvettenkapitän) i tymczasowo przydzielony do służby w eskadrze na Morzu Śródziemnym. W 1899 roku został dyrektorem kancelarii ministra wojny i szefem sekcji II Departamentu Marynarki. Od 1903 roku, w stopniu komandora (niem. Linienschiffskapitän) dowodził kolejno krążownikami pancernopokładowymi „SMS Kaiser Franz Joseph I” i SMS „Pelikan” oraz pancernikiem SMS „Erzherzog Karl”. W 1907 roku powrócił do służby w Departamencie Marynarki na stanowisko komisarza ds. kontroli, zastępcy szefa Wydziału Techniki Morskiej. Rok później, 19 listopada, został awansowany do stopnia kontradmirała (niem. Kontreadmiral) i objął funkcję dyrektora Biura Kontrloli Marynarki Wojennej. W 1910 roku przeszedł w stan spoczynku.

## Odznaczenia
Odznaczenia adm. von Johna to między innymi:
- Kawaler Orderu Korony Żelaznej III klasy
- Krzyż Zasługi Wojskowej
- Medal Wojenny
- Odznaka za Służbę Wojskową III klasy
- Medal Jubileuszowy Pamiątkowy dla Sił Zbrojnych i Żandarmerii
- Krzyż Jubileuszowy Wojskowy